# 555-й протичовновий змішаний авіаційний полк
555-й інструкторсько-дослідницький протичовновий змішаний авіаційний полк — авіаційний полк із складу авіації ВМС України (1992—2004).

## Історія
Сформований на базі 555-го протичовнового вертольотного полку (дослідницько-інструкторського) морської авіації СРСР на аеродромі у м. Очаків.
22 лютого 1992 року особовий склад полку склав військову присягу на вірність народу України. 28 вересня 1993 року 555-й протичовновий вертольотний полк (дослідницько-інструкторський) включений до складу Військово-Морських Сил України.
З листопада 1993 року полк включений до складу авіації Військово-Морських Сил України.
У 1993 році 2 вертольоти морської авіації полку Ка-27 брали участь у гуманітарній місії в Грузії.
З грудня 1995 року включений до складу Морської авіаційної групи Військово-Морських Сил України..
28 грудня 1998 року 555-й протичовновий вертольотний полк перейменований у 555-й морський вертольотний полк Морської авіаційної групи Військово-Морських Сил Збройних Сил України.
Основні завдання 555-го морського вертолітного полку:
- викриття надводної і підводної обстановки у визначених районах моря;
- стеження та знищення підводних човнів противника;
- пошуково-рятувальне забезпечення сил в морі ;
- пошук та знищення підводних диверсійних сил та засобів противника;
- забезпечення наведення на корабельні сили противника своїх ударних сил та видача їм цілевказівок;
- повітряна вогнева підтримка військ берегової оборони;
- перевезення й десантування повітряним та наземним способом тактичних десантів;
- пошук та знищення малорозмірних морських та наземних цілей.

За час перебування у складі морської авіації України особовий склад полку брав участь в операціях по перевезенню біженців на території Грузії. Екіпажі вертольотів палубного базування Ка-27 на борту фрегата «Гетьман Сагайдачний» з дружнім візитом відвідували Францію (міста Париж, Марсель, Тулон, Гавр, Руан) та Сполучені Штати Америки (військово-морську базу ВМС США Норфолк). Особовий склад полку щорічно брав участь у міжнародних навчаннях «Сі-Бриз», «Фарватер Миру», «Козацький степ» та інших.
У жовтні 2004 року 555-й морський вертольотний полк Морської авіаційної групи Військово-Морських Сил Збройних Сил України був розформований, визначена авіаційна техніка та особовий склад передані на формування морської авіаційної бригади Військово-Морських Сил Збройних Сил України у смт Новофедорівка.

### Командири
| Період                  | Звання    | Командир полку               |
| ----------------------- | --------- | ---------------------------- |
| 30.07.1987 — 15.04.1997 | полковник | Іващенко Сергій Яковлевич    |
| 15.04.1997 — 11.05.2000 | полковник | Трофимов Юрій Михайлович     |
| 22.06.2000 — 26.12.2002 | полковник | Єремеєв Володимир Васильович |
| 17.01.2003 — 30.10.2004 | полковник | Москальов Юрій Володимирович |